# Terra X: Deutschland von oben

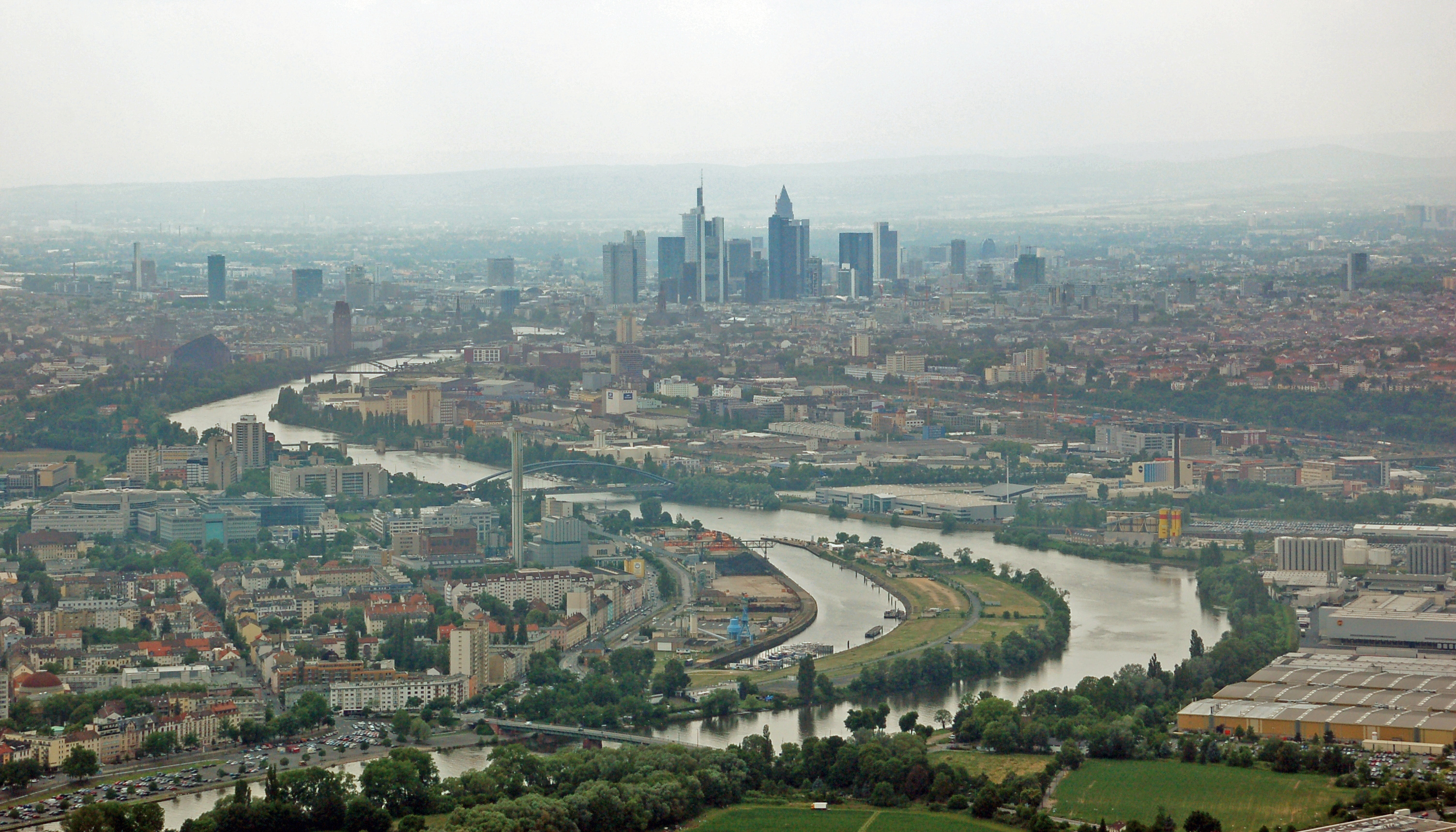
Einer der Drehorte: Die Frankfurter Skyline

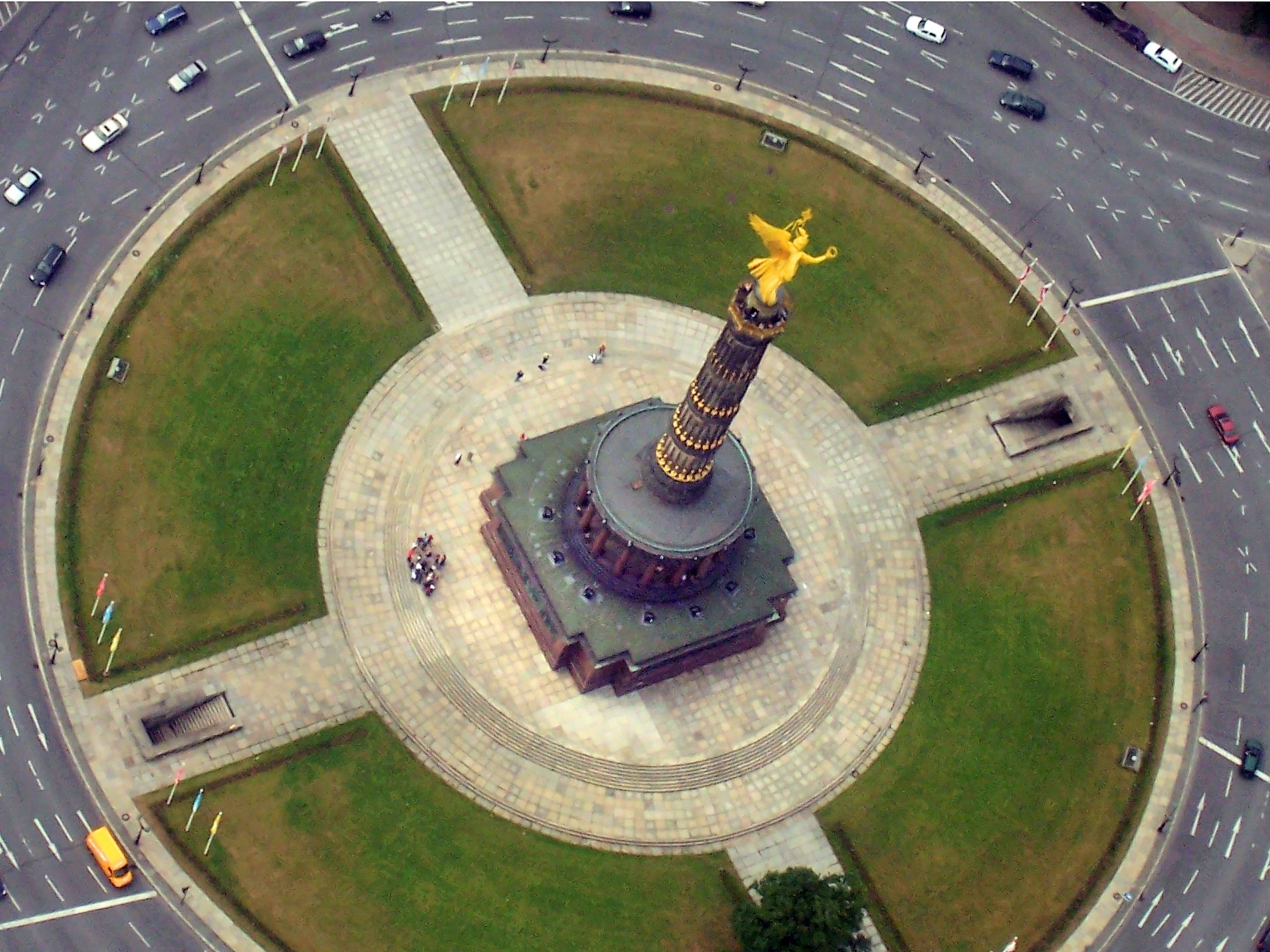
Der Große Stern in Berlin mit der Siegessäule

Deutschland von oben ist eine Terra-X-Dokumentationsreihe. Die ZDF-Reihe von Petra Höfer und Freddie Röckenhaus, die die Geografie Deutschlands größtenteils mit Luftaufnahmen (den so genannten „Aerials“) darstellt, wurde 2010 erstmals ausgestrahlt. Aufgeteilt werden die jeweiligen Staffeln nach den Themen Stadt, Land und Fluss.
Die Reihe hatte während der ersten Staffel im Durchschnitt fünf Millionen Zuschauer. Deutschland von oben wurde für den Deutschen Fernsehpreis 2010 in der Rubrik „Beste Reportage“ und für den Grimme-Preis 2011 nominiert. 2011 erhielt die Reihe den Sonderpreis des Deutschen Kamerapreises.
Das Titellied stammt von Steve Jablonskys Album zum ersten Transformers-Film und heißt „The Autobots Arrival to Earth“. Alle Staffeln werden vom Synchronsprecher Leon Boden aus dem Off moderiert.

## Inhalt und Produktion
Die Produktion der einzelnen Staffeln dauerte jeweils ein Jahr. Die Aufnahmen aus der Vogelperspektive entstanden mithilfe von Hubschraubern, Ultraleicht- und Motorflugzeugen. Die erste Staffel wurde im Mai 2010 ausgestrahlt und die zweite Staffel startete im Mai 2011.
Nach dem Erfolg der ersten Staffel wurden 2010 für ZDFneo vier erweiterte Folgen mit ungesendetem Material produziert: Stadt I+II und Land I+II.
Die erste Staffel zeigt u. a. die Entwicklung und das Wachstum Berlins von 1800 während der Industrialisierung bis zur 4-Millionen-Einwohner-Stadt um 1920, die Sehenswürdigkeiten Berlins, die Theresienwiese in München während des Oktoberfests, die Entstehung Dortmunds an der Kreuzung zweier Handelsstraßen im Mittelalter, die Skyline Frankfurts und begleitet zwei Fallschirmspringer beim Sprung von einem Hochhaus, den Limes, die Flughäfen München und Frankfurt, die wichtigsten Wasserstraßen, das UNESCO-Weltnaturerbe Wattenmeer, die Hafen- und Speicherstadt Hamburg.
Die zweite Staffel zeigt u. a. historische Planstädte wie Karlsruhe, Mannheim und Freudenstadt, die wiederaufgebaute Altstadt und Frauenkirche in Dresden und begleitet einen Zeppelin beim Flug über Frankfurt am Main.
Eine ähnliche Dokumentation mit dem Namen Britain from Above wurde 2008 in der BBC ausgestrahlt. Nach dem gleichen Vorbild sendet die niederländische Rundfunkorganisation VPRO seit Dezember 2011 die Dokumentation „Nederland van boven“.
Am 7. Juni 2012 startete die Kinoversion Deutschland von oben. Diese ist nicht nach Stadt/Land/Fluss strukturiert, sondern führt chronologisch durch die einzelnen Monate des Jahres. Regie führten Freddie Röckenhaus und Petra Höfer.
2016 wurde die 60-minütige Sonderfolge „Ein Wintermärchen“ ausgestrahlt mit Winteraufnahmen des Landes.

## Episoden
| Folge        | Episodentitel     | Erstausstrahlung  | Sender | D–Quoten  |
| ------------ | ----------------- | ----------------- | ------ | --------- |
| Staffel 1    |                   |                   |        |           |
| 1            | Stadt             | 23. Mai 2010      | ZDF    |           |
| 1.1          | Stadt I           | 6. November 2010  | ZDFneo |           |
| 1.2          | Stadt II          | 6. November 2010  | ZDFneo |           |
| 2            | Land              | 30. Mai 2010      | ZDF    |           |
| 2.1          | Land I            | 6. November 2010  | ZDFneo |           |
| 2.2          | Land II           | 6. November 2010  | ZDFneo |           |
| 3            | Fluss             | 6. Juni 2010      | ZDF    |           |
| Staffel 2    |                   |                   |        |           |
| 4            | Stadt             | 15. Mai 2011      | ZDF    | 4,63 Mio. |
| 5            | Land              | 17. Mai 2011      | ZDFneo |           |
| 6            | Fluss             | 18. Mai 2011      | ZDFneo |           |
| Staffel 3    |                   |                   |        |           |
| 7            | Stadt             | 18. Mai 2013      | ZDFneo |           |
| 8            | Land              | 25. Mai 2013      | ZDFneo |           |
| 9            | Fluss             | 1. Juni 2013      | ZDFneo |           |
| Staffel 4    |                   |                   |        |           |
| 10           | Stadt             | 17. Mai 2015      | ZDF    |           |
| 11           | Land              | 24. Mai 2015      | ZDF    |           |
| 12           | Fluss             | 31. Mai 2015      | ZDF    |           |
| Sonderfolgen |                   |                   |        |           |
| 13           | Ein Wintermärchen | 24. Dezember 2016 | ZDFneo |           |

## Veröffentlichungen

### DVD
- Staffel 1 erschien am 25. März 2011[4]
- Staffel 2 erschien am 15. Juli 2011[5]
- Staffel 1 & 2 erschien am 5. August 2011[6]
- „Deutschland von oben – der Kinofilm“ erschien am 7. Dezember 2012[7]
- Staffel 3 erschien am 5. Juli 2013[8]
- Staffel 4 erschien am 20. November 2015[9]

### Blu-ray
- Staffel 1 & 2 erschien am 19. August 2011[10]
- „Deutschland von oben – der Kinofilm“ erschien am 7. Dezember 2012[11]
- Staffel 3 erschien am 5. Juli 2013[12]
- Staffel 1–3 erschien am 4. Oktober 2013[13]
- Staffel 4 erschien am 20. November 2015[14]

## Auszeichnungen
- 2011: Deutscher Kamerapreis – Sonderpreis

## Fortsetzung
Die Serie wurde durch die zweiteilige Dokumentation „Deutschland von unten“ fortgesetzt. Die Erstausstrahlung fand am 17. und 24. Mai 2014 auf ZDFneo statt.